# Kuningvere
Kuningvere – wieś w Estonii, w prowincji Tartu, w gminie Alatskivi. Na południe od wsi znajduje się jezioro Kuningvere. 